# 愛知県立佐織特別支援学校
愛知県立佐織特別支援学校（あいちけんりつ さおりとくべつしえんがっこう）は、愛知県愛西市（旧・海部郡佐織町）西川端町中東山にある公立特別支援学校。

## 学部
- 小学部
- 中学部
- 高等部(総合コース・基礎コース・生活コース)

## 校訓
- 『明るく なかよく たくましく』[1]

## 沿革
- 1979年（昭和54年）4月1日 - 現在地に愛知県立佐織養護学校として開校[2]。
- 2014年（平成26年）4月1日 - 校名を愛知県立佐織特別支援学校と改称[2]。と同時に今まで校区であった清須市と稲沢市は愛知県立いなざわ特別支援学校へ編入。(教室不足のため)
- 2018年(平成30年)4月1日-創立40周年を迎える。

## 交通アクセス
- 名鉄尾西線「渕高駅」から徒歩約10分。

## 校区
- 名古屋市中村区・中川区

一部。主に名古屋駅、八田周辺のごくわずか。
(高等部のみ)
- 愛西市
- 津島市
- あま市
- 弥富市
- 海部郡蟹江町
- 海部郡大治町
- 海部郡飛島村
- 三重県桑名市 一部地域　(高等部のみ )